# Bondziszki
Bondziszki – wieś w Polsce położona w województwie podlaskim, w powiecie suwalskim, w gminie Rutka-Tartak.
Wieś królewska starostwa niegrodowego wiżańskiego położona była w końcu XVIII wieku w powiecie grodzieńskim województwa trockiego. W latach 1975–1998 miejscowość administracyjnie należała do województwa suwalskiego.